# Цаленджіха (муніципалітет)
Цаленджіхський муніципалітет (груз. წალენჯიხის მუნიციპალიტეტი Цаленджіхіс муниципʼалитети) —  муніципалітет в  Грузії, що входить до складу  краю Самеґрело-Земо Сванеті (або Мегре́лія-Верхня Сване́тія). Знаходиться на заході Грузії, на території  історичної області Мегрелія. Адміністративний центр — місто Цаленджіха.

## Населення
Станом на 1 січня 2014 чисельність населення муніципалітету склала 26 158 мешканців.
Більшість населення складають мегрели, одна з етнографічних груп грузин.
| Грузини | Росіяни | Українці |
| 99,56 % | 0,27 %  | 0,08 %   |